# Nakitai Watashi wa Neko wo Kaburu
Nakitai Watashi wa Neko wo Kaburu (泣きたい私は猫をかぶる, lit.: "Querendo chorar, eu finjo ser uma gata"; lançado como A Whisker Away no Ocidente) é um filme de animé japonês de 2020 produzido pelo Studio Colorido, Toho Animation e Twin Engine. Dirigido por Junichi Sato e Tomotaka Shibayama, o filme foi lançado em 18 de junho de 2020 na Netflix em japonês.

## Enredo
Miyo Sasaki é uma garota infeliz do ensino médio que mora na cidade de Tokoname que não se dá bem com sua madrasta. Todos os dias na escola, ela se esforça para flertar com o seu "namorado", Kento Hinode, apesar de suas repetidas rejeições. Um dia, Miyo recebe uma máscara mágica de Noh, de um misterioso vendedor de máscaras, que deixa ela se tornar uma gata. Como "Tarō", ela passa um tempo com Hinode em sua casa, faz companhia enquanto ele estuda cerâmica japonesa e ouve seus problemas. Ela deseja confessar que o gato que ele ama e a garota que ele odeia são a mesma pessoa, mas tem medo de que ele a rejeite e se recuse a visitar como Tarō novamente.
Um dia, Miyo ouve dois meninos na escola falando mal de Hinode e intervém alto para defender sua honra. Ela se machuca durante a briga e, pela primeira vez, Hinode mostra calor enquanto ele a leva para o escritório da enfermeira e compartilha seu almoço com ela. Mais tarde naquela noite, como Tarō, Miyo descobre que a família de Hinode está fechando sua loja de cerâmica, pois seu avô está se aposentando e a família não pode mais pagar. A bondade de Hinode em relação a ela, combinada com a necessidade de animá-lo com a perda de seu hobby, inspira Miyo a confessar seu amor na forma de uma carta. No dia seguinte na aula, um valentão pega a nota antes que ela possa entregá-la e a lê em voz alta, envergonhando Miyo e Hinode. Quando confrontado, Hinode salva o rosto dizendo publicamente a Miyo que ele a odeia. Miyo depois visita Hinode como Tarō e passa a noite com ele. De manhã, ela decide que a vida com Hinode como gato é melhor do que a vida sem ele como humano, e seu rosto humano cai sob a forma de uma máscara de porcelana. O vendedor de máscaras parece reivindicar o rosto de Miyo e diz a ela que ele o dará a um gato que quer se tornar humano. Os amigos e a família de Miyo começam a procurá-la, incluindo Hinode, que confessa a Tarō que ele realmente não odeia Miyo. Preso em seu corpo de gato, Miyo começa a perder suas faculdades humanas e lamenta sua escolha. Kinako, a gata da madrasta de Miyo, obtém o rosto humano de Miyo do vendedor de máscaras e assume sua vida humana. Miyo implora que ela retorne o rosto, mas Kinako se recusa, explicando que ela está chegando ao fim de sua vida útil natural, mas deseja continuar vivendo e trazendo felicidade para seu dono.
Miyo segue o lojista até a ilha secreta de Cats, onde ela espera convencê-lo a transformá-la de volta em um humano. Enquanto isso, Kinako começa a entender o quanto a madrasta de Miyo amava seu gato e mudou de ideia. Ela revela o segredo das máscaras para Hinode e o leva para a ilha para salvar Miyo antes que sua transformação se torne permanente. Kinako dá a Hinode uma máscara de gato, que o transforma em meio gato. Kinoko e Hinode são presos pelo vendedor mascarado, mas são resgatados por Miyo e outro gato que costumava ser humano. Quando Kinoko está prestes a devolver o rosto a Miyo, o ladrão de máscaras leva Miyo.
Enquanto Hinode finalmente encontra Miyo, o lojista os leva para o "local prometido" e tenta finalizar a transformação de Miyo e Hinode e extrair sua vida útil, mas é frustrado por todos os humanos ressentidos que ele já havia se transformado em gatos. Enquanto viajam de volta ao mundo humano, Miyo e Hinode confessam seu amor um ao outro e Kinako retorna o rosto de Miyo, retornando-a ao normal.
Os créditos mostram Miyo dizendo aos amigos sobre como Hinode a ama, Hinode dizendo à mãe que ele quer fazer cerâmica, e Hinode fazendo a assinatura de Miyo "Hinode Raio de Sol".

## Dubladores
A dublagem brasileira foi feita pelo estúdio SDI MEDIA
| Personagem                | Voz Japonesa     | Voz Brasileira    |
| ------------------------- | ---------------- | ----------------- |
| Miyo "Muge" Sasaki / Tarō | Mirai Shida      | Carolina Lecker   |
| Kento Hinode              | Natsuki Hanae    | Pedro Alcantara   |
| Kusugi-sensei             | Hiroaki Ogi      | Robert Buchholz   |
| Hajime                    | Fukushi Ochiai   | Robert Buchholz   |
| Vendedor de máscaras      | Kōichi Yamadera  | Anderson Coutinho |
| Yoriko Fukase             | Minako Kotobuki  | Mariana Dondi     |
| Kaoru Mizutani            | Ayako Kawasumi   | Jeane Marie       |
| Masamichi Isami           | Kensho Ono       | Matheus Perisse   |
| Miki Saitō                | Sayaka Ohara     | Reba Buhr         |
| Tamaki                    | Rei Sakuma       | Aline Ghezzi      |
| Yōji Sasaki               | Susumu Chiba     | Leonardo Santhos  |
| Sugita                    | Oolongta Yoshida | Leonardo Santhos  |
| Kenzo Hinode              | Motomu Kiyokawa  | Alfredo Martins   |
| Shōta Bannai              | Wataru Komada    | Erick Bougleux    |
| Kakinuma                  | Shin-ichiro Miki | Erick Bougleux    |
| Ayumu Niibori             | Yūsuke Nagano    | Yan Gesteira      |
| Tomoya Sakaguchi          | Daisuke Namikawa | Leo Rabelo        |
| Kinako                    | Eri Kitamura     | Aline Guioli      |
| Yumi Hinode               | Rina Kitagawa    | Naiaama Belle     |
| Shiori Mizoguchi          | Rie Hikisaka     | Amanda Manso      |
| Sachiko Hinode            | Emi Shinohara    | Luisa Viotti      |

## Produção

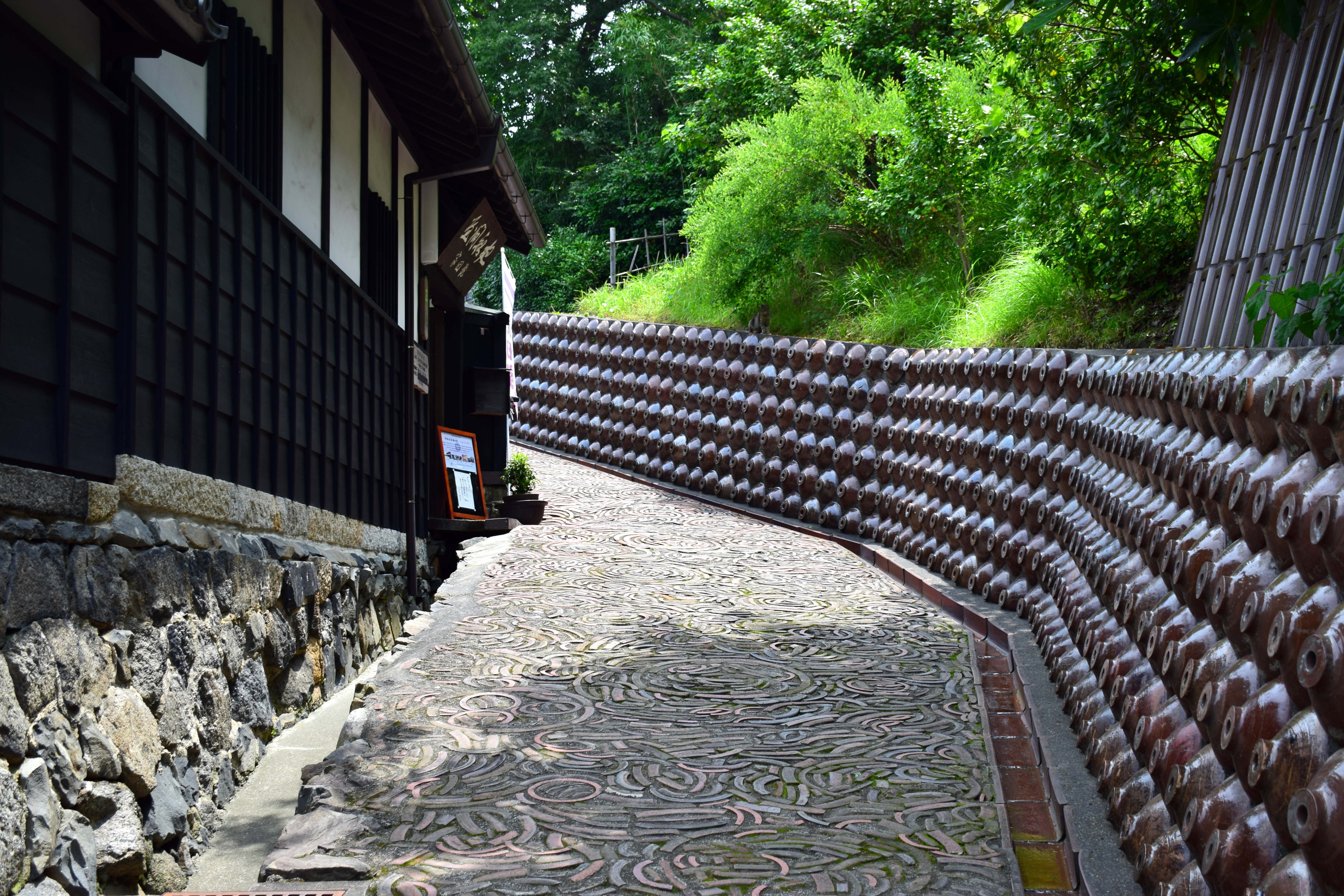
Beco em Tokoname com paredes de cerâmica reforçada, como visto no filme

O filme foi animado pelo Studio Colorido. O filme se passa em Tokoname desde que o diretor Shibayama Tomotaka cresceu lá. Muitas cenas do filme estão sendo tiradas diretamente de lugares reais da cidade.
A música tema, "Hana ni Bōrei" (Um fantasma em uma flor), e seu tema final, "Usotsuki" (The Lying Moon), são interpretados pela dupla japonesa de rock Yorushika.

## Media
Em maio de 2020, uma adaptação de mangá foi anunciada. Seu primeiro volume foi lançado em 10 de junho de 2020.

## Lançamento
O filme foi originalmente programado para ser lançado nos cinemas japoneses em 5 de junho de 2020, mas foi retirado do cronograma devido à pandemia de COVID-19. O filme foi vendido à Netflix, que o lançou digitalmente em 18 de junho de 2020.

## Recepção
No site de agregação de críticas Rotten Tomatoes, o filme possui uma taxa de aprovação de 92% com base em 13 avaliações, com uma classificação média de 7,78/10.